# Micrapate albertiana
Micrapate albertiana is een keversoort uit de familie boorkevers (Bostrichidae). De wetenschappelijke naam van de soort is voor het eerst geldig gepubliceerd in 1943 door Lesne.